# Resortes
Adalberto Martínez Chávez (Ciudad de México, 25 de enero de 1916-Ciudad de México, 4 de abril de 2003), conocido como Resortes, fue un actor y comediante mexicano. 
Entre sus trabajos más destacados se encuentra su participación en las películas; Al son del mambo (1950), El beisbolista fenómeno (1952), Me Gustan Todas (1954), El rey de México (1956), El gran pillo (1960), Los albañiles (1976), por la cual se le otorgó un premio de la ACE, y La niña de la mochila azul (1979).

## Biografía y carrera
Adalberto Martínez Chávez nació el 25 de enero de 1916 en Tepito, Ciudad de México, siendo el segundo hijo de Luis Martínez y Enriqueta Chávez, y teniendo siete hermanos. Su familia era relativamente pobre. Tuvo el apoyo de una mujer llamada Constanza Vicochea, quien al conocer los abusos de los que era víctima por parte de su tío Ramón Martínez, optó por solicitar su tutela. A la temprana edad de 15 años y tras persuadir a uno de los directores del Teatro Hidalgo en la Ciudad de México, empezó su carrera artística. Sus inicios fueron en las carpas y era un visitante continuo de salones de baile como el Esmyrna, el Los Ángeles y el Salón México. 
Para 1943, Chávez ya estaba trabajando con un sueldo fijo en una función especial en el Teatro Follies Bergere. El trabajo se lo ofreció el empresario Miguel Bravo Reyes. Tiempo más adelante trabajó encabezando la compañía Pachuco's Review, con la que hizo una gira alrededor de México y América Latina.
El sobrenombre de Resortes le fue puesto por su hermano Carlos, debido a su peculiar estilo de caminar y bailar. En 1994, durante en la Ceremonia número XXXVI de la Academia Mexicana de Artes y Ciencias Cinematográficas (AMACC), se le otorgó el Ariel de Oro por su trayectoria.
Obtuvo gran fama como bailarín y cómico, lo que lo estableció en el cine mexicano. Algunas de las cintas que protagonizó fueron Yo dormí con un fantasma (1947), El nieto del zorro (1948), Confidencias de un ruletero (1949), El beisbolista fenómeno (1952), y El Rey de México (1955).
En televisión, participó en telenovelas como El abuelo y yo (1992), Gotita de amor, Carita de ángel, La pasión de Isabela, y DKDA Sueños de juventud. Su último trabajo como actor lo tuvo como parte de una aparición especial en la telenovela ¡Vivan los niños!, donde interpretó a un vagabundo.

## Vida personal
Estuvo casado en tres ocasiones. La primera fue con Mercedes Constanzo, con quien procreó dos hijos; un niño que murió al nacer, y una niña bautizada como Yolanda, que fue asesinada durante un asalto. Su segunda esposa fue la actriz, cantante y bailarina estadounidense Gloria Ríos, con quien tuvo una hija llamada Regina. Finalmente, contrajo matrimonio por última vez con Josefina Flores.

### Muerte
A principios de diciembre de 2002, fue internado en un hospital de Ciudad de México a causa de una neumonía, pero salió unos días después. El 4 de abril de 2003, falleció a los 87 años de edad. Su cuerpo fue sepultado en una cripta del panteón Mausoleos del Ángel, ubicado en la misma ciudad.

## Filmografía

### Cine
- El nieto del zorro (1948): Resortes
- Voces de primavera (1948): Ligorio
- Confidencias de un ruletero (1949): Lauro Escamilla y Cejudo
- Yo dormí con un fantasma (1949): Resortes
- Barrio bajo (1950): Antonio Vargas
- Al son del mambo (1950): Chon Godínez
- El amor no es negocio (1950): Florencio
- El beisbolista fenómeno (1951): Amado Rodríguez Fernández
- Baile mi rey (1951): Resortes
- Dicen que soy comunista (1951): Benito Reyes
- Rumba caliente (1952): Resortes
- El luchador fenómeno (1952): Amado Rodríguez Fernández
- Los Fernández de Peralvillo (1953): Carrana
- Mis tres viudas alegres (1953): Don José Sanmaniego y Cajal/Pepito
- Pobre huerfanita (1954): Pablo
- Me gustan todas (1954)
- Miradas que matan (1954): Ojitos
- Cadena de mentiras (1955): Guadalupe Martínez
- Amor en cuatro tiempos (1955): Dimas
- Soy un golfo (1955): Gastón Segura
- Policías y ladrones (1956): Benito Rubiales, agente policial 880
- Los platillos voladores (1956): Marciano
- ¡Viva la juventud! (1956): Cheche Ramírez/Policarpo Martínez
- El rey de México (1956): Pablo Rojas
- Asesinos, S.A. (1957): Pancho Gómez/León Bravo
- Cómicos de la Legua (1957): Ponciano
- Muertos de risa (1957): Beto/Doña Rosita
- Hora y media de balazos (1957): Jesús Buendía
- Música de siempre (1958)
- Manos arriba (1958): Don Arturo/Elpidio
- Yo quiero ser artista (1958): Adalberto Chávez «Beto», Cartero 731
- Échenme al gato (1958): Margarito
- Te vi en tv (1958): Guadalupe Santamaría
- Del suelo no paso (1959): Paco
- Ni hablar del peluquín (1960)
- El aviador fenómeno (1960): Amado Rodríguez Fernández
- El gran pillo (1960): Beto
- Jóvenes y rebeldes (1961): Resortes
- Carnaval en mi barrio (1961): Lalo Balseca
- La Chamaca (1961): Tiburcio
- Suerte te dé Dios (1961): Varillas
- Pilotos de la muerte (1962): Diáfano Ruiz
- Domingos Herdez (1962)
- La risa de la ciudad (1963)
- El dengue del amor (1965)
- Los fantasmas burlones (1965): Ojitos
- Los tres mosqueteros de Dios (1966): Padre Pérez
- Matar es fácil (1966)
- Destino la gloria (1968)
- En esta cama nadie duerme (1970)
- Santo y Blue Demon contra los monstruos (1970)
- Misión cumplida (1970): Resortes
- Los cacos (once al asalto) (1971): El Garabato
- Tacos al carbón (1971): El Chiras Pelas
- La marchanta (1973)
- San Simón de los Magueyes (1973): Isidro
- Nosotros los pobres (1973)
- La presidenta municipal (1975): Cabo Melquiades
- Los albañiles (1976): Patotas
- Picardía mexicana (1978): Panchito
- De Cocula es el mariachi (1978)
- El andariego (1978)
- Mojado de nacimiento (1979)
- El futbolista fenómeno (1979): Amado Rodríguez Fernández
- La niña de la mochila azul (1979): Andrew
- El secuestro de los cien millones (1979)
- Las tentadoras (1980)
- El oreja rajada (1980): Ramón
- A fuego lento (1980)
- El ladrón fenómeno (1980): Don Salvador Martínez/Terciopelo
- Cuentos colorados (1980)
- La niña de la mochila azul 2 (1981): Andrew
- D.F./Distrito Federal (1981)
- Como México no hay dos (1981)
- El sexo sentido (1981)
- Fieras contra fieras (1982)
- El rey de los albures (1982): El Cangrejo
- Las modelos de desnudos (1983)
- La esperanza de los pobres (1983)
- Mamá, soy Paquito (1984): Chambitas/Luciano Buenrostro
- El padre Trampitas (1984): El Padre Chon o El Padre Trampitas
- Pedro Navaja (1984): Micky Inflaus
- Chiquidrácula (1985): Don Carlos
- Lázaro Cárdenas (1985): Lázaro Cárdenas
- El hijo de Pedro Navaja (1986): Micky Inflaus
- El superpolicía ochoochenta '880' (1986): Romeo Martínez, agente policial 880
- Caifán del barrio (1986)
- Miracles (1986): Kayum, el médico brujo
- Casa de citas (1987)
- Día de muertos (1988): ladrón
- Viva la risa (1988)
- Pánico en la montaña (1989): Beto
- La ley de las calles (1989): Valgamedios
- Viva la risa II (1989)
- No le saques, pos no le metas (1989)
- Te gustan, te las traspaso (1989)
- El francotirador fenómeno (1989)
- Milagro en el barrio (1990)
- El teatro del horror (1991): Tomás Albino
- Las delicias del poder (1999): Remigio

### Televisión
- Destino la gloria (1968): Beto
- Muñeca (1973): Sabino
- Al final del arco iris (1982): Resortes
- La pasión de Isabela (1984-1985)
- El abuelo y yo (1992): Lucas
- Sentimientos ajenos (1996-1997): Pedro
- Mi generación (1997)
- Gotita de amor (1998): Resortes
- Cero en conducta (1999)
- Cuento de Navidad (1999-2000): Beto
- Los Comediantes (1999-2000): invitado especial
- DKDA Sueños de juventud (1999-2000)
- La hora pico (2000): invitado especial
- Carita de ángel (2000-2001): Hipólito
- ¡Vivan los niños! (2002-2003): Vagabundo